# Stephen Worgu
Stephen Worgu (6 giugno 1989) è un ex calciatore nigeriano, di ruolo attaccante.

## Biografia
È stato condannato a 40 frustate per consumo d'alcol dopo essere stato sorpreso in stato d'ebbrezza da un controllo della polizia il 21 agosto 2009. La pena è comprensiva di 250 lire sudanesi, pari a 100 dollari.

## Carriera
Nel 2008 è passato all'Al-Merreikh, in massima serie sudanese, per la cifra di 2,6 milioni di dollari. In carriera ha giocato complessivamente 11 partite nella CAF Champions League, nella quale ha anche segnato 4 reti.

## Palmarès

### Club

#### Competizioni internazionali
- Campionato nigeriano: 2

Enyimba: 2007, 2010
- Coppa di Nigeria: 1

Enyimba: 2007
- Coppa del Sudan: 3

Al-Merreikh: 2010, 2012, 2013
- Campionato sudanese: 2

Al-Merreikh: 2012, 2013

### Individuale
- Bomber dell'anno IFFHS: 1

2008 (11 gol)